# Pichincha (prowincja)
Prowincja Pichincha – jedna z 24 prowincji w Ekwadorze. Pichincha położona jest w północno-zachodniej części państwa, graniczy od północy z prowincjami Esmeraldas i Imbabura, od wschodu z prowincją Napo, od południa z prowincjami Cotopaxi i Los Ríos oraz od zachodu z prowincją Manabí.
Prowincja podzielona jest na 8 kantonów:
1. Cayambe
2. Mejía
3. Pedro Moncayo
4. Pedro Vicente Maldonado
5. Puerto Quito
6. Quito
7. Rumiñahui
8. San Miguel de los Bancos